# LISA Pathfinder
LISA Pathfinder, denumită inițial Small Missions for Advanced Research in Technology-2 (SMART-2), este o sondă spațială lansată de Agenția Spațială Europeană la 3 decembrie 2015 04:04 UTC. Misiunea va testa tehnologiile necesare pentru observatorul de unde gravitaționale Evolved Laser Interferometer Space Antenna (eLISA), a cărui lansare este planificată pentru 2034.